# مشيمية
مشيمية أو الغشاء القاعدي للوحدة البصرية (بالإنجليزي: Choroid) طبقة وعائية - يحتوي على أوعية دموية- في العين , يتراوح سمكها بين 0.2 ملم – 0.1 ملم, تغذي طبقات خارج شبكية العين وتمدها بالأكسجين .
تنقسم مشيمية إلى أربع طبقات :
• طبقة هالر: هي الطبقة الخارجية في المشيمية تضم أوعية دموية كبيرة.
• طبقة ستالز: طبقة متوسطة تضم أوعية دموية متوسطة.
• مشيمة شعرية، و
• غشاء بروخ: أعمق طبقة في المشيمية.

## صور إضافية

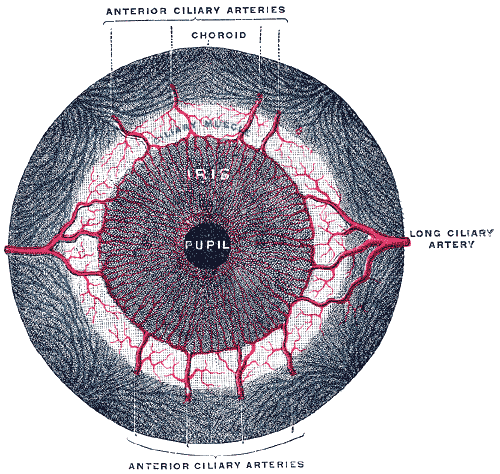
قزحية.

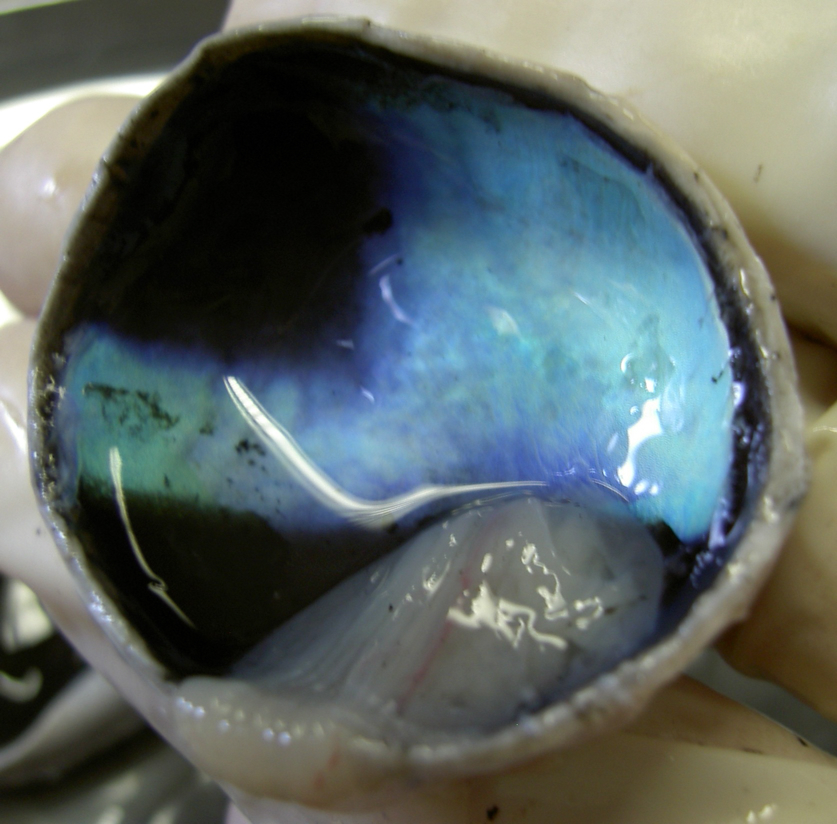
شكل تشريحي لعين عجل

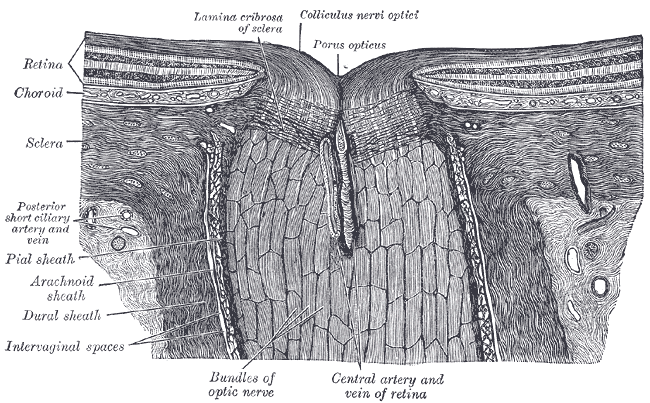
جزء من العصب البصري وداخل مقلة العين, مقطع عرضي.
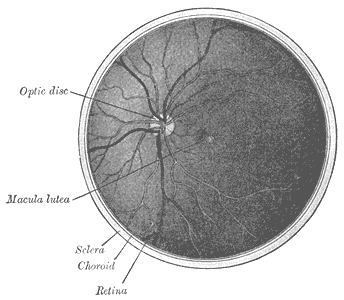
جزء خلفي من مقلة العين اليسرى.

## انظر أيض
- وذمة برلين.